# Mogens Wenzel Andreasen
Mogens Wenzel Andreasen (født 6. december 1934) er en dansk oversætter, forfatter, foredragsholder og konferencier, bl.a. kendt fra DRs nordiske musikquiz Kontrapunkt fra 1988-1998. Har bl.a. skrevet biografier om komponisterne Wolfgang Amadeus Mozart, Mozart (1990), og Victor Bendix: Fjeldstigning (2008).  Har derudover oversat størstedelen af Stephen Kings forfatterskab samt meget mere. I 2007 udgav han erindringerne Da bedstefar var dreng fulgt op af En Frederiksbergdreng kommer på landet (2008).